# ویل و گریس
ویل و گریس (به انگلیسی: Will & Grace) سریالی تلویزیونی به ژانر کمدی موقعیت محصول ایالات متحده آمریکا است که داستان اصلی آن دربارهٔ رابطه دو نفر به نام‌های ویلیام ترومن و گریس آدلر است که داستان آن در نیویورک سیتی می‌گذرد. این سریال از شبکه ان‌بی‌سی بین ۲۱ سپتامبر ۱۹۹۸ تا ۱۸ مه ۲۰۰۶ و در هشت فصل پخش شد. ویل و گریس موفقترین سریال تلویزیونی با درونمایه همجنس‌گرایانه است.
این سریال پربیننده‌ترین سریال در میان بزرگسالان ۱۸–۴۹ سال بین سال‌های ۲۰۰۱ تا ۲۰۰۵ بود. همچنین در مجموع برنده ۱۶ جایزه امی و ۸۳ نامزدی جایزه امی گردید.